# Chrysobothris horningi
Chrysobothris horningi es una especie de escarabajo del género Chrysobothris, familia Buprestidae. Fue descrita científicamente por Barr en 1969.